# Jaworzynka Miętusia
Jaworzynka Miętusia lub Jaworzyna Miętusia – niewielka reglowa polana w polskich Tatrach Zachodnich. Położona na wysokości ok. 1250–1290 m na zboczu ponad górnym końcem Stanikowego Żlebu, pomiędzy Czerwonym Gronikiem a Wyżnim Stanikowym Siodłem. Do 1960 r. stał na niej szałas. Niegdyś polana słynęła z pięknych widoków na Tatry. Jednak jej wierzchołkowe partie zarosły lasem, ponadto zmieniono przebieg szlaku turystycznego i obecnie widoki z polanki są bardzo ograniczone.
Dawniej polana miała powierzchnię 11,3 ha i wchodziła w skład Hali Miętusiej. Od dawna nieużytkowana zarasta malinami i lasem, do 2004 r. zarosła w ok. 57%. Możliwe, że spotka ją los innych polanek tatrzańskich – zniknie zarośnięta lasem. Nazwa świadczy, że niegdyś w okalającym ją lesie licznie rosły jawory, obecnie są to niemal wyłącznie świerki. Jest to wtórny las, zmieniony wskutek działalności człowieka w Tatrach – wypalania lasów pod tereny pasterskie i wycinania dla potrzeb hutnictwa niegdyś istniejącego w Tatrach.

## Szlaki turystyczne
z Nędzówki przez Staników Żleb, Jaworzynkę Miętusią i Wyżnie Stanikowe Siodło na Przysłop Miętusi. Droga prowadzi przez las, częściowo wzdłuż strumienia. Czas podejścia na polankę: 35 min, czas przejścia z Nędzówki na Przysłop Miętusi: 1:30 h, z powrotem 1:10 h.